# Rzewuski (Adelsgeschlecht)

Stammwappen Krzywda der
Familie von Rzewuski

Rzewuski, in der weiblichen Form Rzewuska, ist der Name eines polnischen Adelsgeschlechts, das ursprünglich aus Podlasien stammte und im Jahr 1541 mit Christopher Rzewuski erstmals urkundlich erscheint. Das Geschlecht brachte zahlreiche Starosten, Wojwoden, Militärs und Bischöfe hervor.

## Adelserhebungen
- Legitimation bei der galizischen Landtafel als Ritter von Rzewuski am 10. September 1782 für Joseph Rzewuski, Starost von Nowosiołki, und am 12. November 1782 für Stanislaus Ferdinand Rzewuski, Gutsherr auf Podhorce in Galizien und Großbannerherr in Litauen, sowie am 3. Dezember 1782 für den Krongroßmarschall Franz Rzewuski und den Krongroßnotar Casimir Rzewuski.
- Erhebung in den erbländisch österreichischer Grafenstand am 20. Februar 1783 in Wien für den oben genannten Stanislaus Ferdinand Ritter von Rzewuski als Großfähnrich von Litauen.
- Erhebung in den österreichischen Grafenstand am 21. April 1819 in Wien für den k.k. Geheimrat Casimir Edler von Rzewuski und durch außerordentlichen Erlass (A.E.) vom 10. Januar 1857 in Ofen mit Diplom vom 20. April 1858 in Wien für Leo Rzewuski, Gutsherr auf Podhorce.
- Erhebung in den russischen Grafenstand am 18. November 1856 in Sankt Petersburg für Florian Rzewuski sowie für die Brüder Heinrich Rzewuski, Schriftsteller und Gutsherr auf Cudnowie, Adam Rzewuski, Gutsherr auf Pohrebyszcze, und Ernst Rzewuski, Gutsherr auf Dziuńków.
- Russische Grafenbestätigung am 28. Mai 1885 für Stanislaus, Adam und Leo, Söhne des oben genannten Adam Rzewuski.

## Wappen (1858)
Stammwappen Krzywda: In Blau ein nach unten geöffnetes, ein silbernes Kavalierkreuz einschließendes silbernes Hufeisen, oben besetzt mit einem silbernen Kavalierkreuz, dem der rechte Arm fehlt. Auf dem Helm mit blau-silbernen Decken drei (blau, silber, blau) Straußenfedern. Devise: Quo via virtutis.

## Familienmitglieder
- Wacław Rzewuski (1706–1779), polnischer Militärführer und Staatsmann
- Seweryn Rzewuski (1743–1811), polnischer General
- Henryk Rzewuski (1791–1866), polnischer Schriftsteller
- Paweł Rzewuski (1804–1892), Erzbischof von Warschau
- Leon Rzewuski (1808–1869), polnischer Wirtschaftsschriftsteller, Kunst- und Historiensammler
- Walery Rzewuski (1837–1888), polnischer Photograph und Kommunalpolitiker
- Catherine Radziwill geb. Rzewuska (1858–1941), polnisch-russische Schriftstellerin